# Александар Вучић
Александар Вучић (Београд, 5. март 1970) српски је политичар и правник. Од 2017. обавља функцију председника Републике Србије. Између 2012. и 2023. био је председник Српске напредне странке (СНС), између 2012. и 2014. први потпредседник Владе Србије, а између 2014. и 2017. председник Владе Србије.
Дипломирао је право на Правном факултету Универзитета у Београду. Политичку каријеру је започео 1993. као члан Српске радикалне странке. Године 1995. постао је генерални секретар СРС, а 1998. именован је за министра за информисање у влади Мирка Марјановића. Током свог министарског мандата, који је трајао до свргавања Слободана Милошевића 2000, увео је рестриктивне мере према новинарима и забранио рад страним ТВ станицама. После 2000. био је један од најистакнутијих опозиционих политичара у Србији.
Заједно са Томиславом Николићем, Вучић је 2008. напустио СРС и био суоснивач СНС, испрва као заменик председника странке. СНС је постала најзаступљенија странка на изборима 2012. и убрзо је формирала владу са Социјалистичком партијом Србије. Вучић је именован за првог потпредседника Владе и председника СНС. Иако није био председник владе, имао је највећи утицај и моћ као председник највеће странке у Народној скупштини. Био је један од кључних учесника у дијалогу Београда и Приштине, реализованог уз посредовање Европске уније (ЕУ). Залаже се за примену Бриселског споразума о нормализацији односа између две стране. Године 2014. постао је председник Владе, што је довело до успостављања система доминантне странке. Наставио је процес приступања Србије ЕУ приватизацијом државних предузећа и либерализацијом привреде. Током 2015. ЕУ је отворила прва поглавља током конференције са делегацијом Србије коју је предводио Вучић. На изборима 2017. изабран је за председника Србије, а реизабран је на изборима 2022. Током првог мандата на месту председника покренуо је Отворени Балкан, економску зону балканских држава која је имала за циљ да гарантује „четири слободе”, а у септембру 2020. потписао је Вашингтонски споразум о нормализацији економских односа са Приштином. Вучић је 2024. био је предлагач програма развоја Скок у будућност.
Сматра се једним од најзначајнијих политичара у Србији током 21. века. Више политичких аналитичара га је назвало споном између западног и источног света. Они који на резултате Вучићеве власти гледају афирмативно као аргументе истичу привредни раст државе и вођење прагматичне политике, попут подршке приступању Србије ЕУ уз очување добрих односа са Русијом и Кином. Поједини посматрачи су описали Вучићеву владавину као ауторитарни, аутократски или илиберално-демократски режим, наводећи као разлог смањену слободу штампе и пад грађанских слобода.

## Младост и образовање
Рођен је 5. марта 1970. године у Београду, као старији син Ангелине (девојачко Милованов) и Анђелка Вучића. Има млађег брата Андреја Вучића. Са очеве стране, пореклом је из Чипуљића, одакле је породица протерана од стране усташа на почетку Другог светског рата, те се његов отац Анђелко Вучић игром случаја родио у околини Београда. Ипак, усташе су тамо убили Анђелка, деду Александра Вучића, по којем је његов отац добио име, као и прадеду Радета, стричеве и многе друге чланове фамилије. Породица је старином из источне Херцеговине или Црне Горе.
Одрастао је у новобеоградском Блоку 45, похађао је основну школу „Бранко Радичевић” и Земунску гимназију са одличним успехом. Учествовао је на градским и републичким такмичењима из историје, где је освајао награде, а био је и пионирски првак Београда у шаху.
Када је имао 10 година, 1980. је одговорио на једно кратко питање на спортској манифестацији Радост Европе. РТС је много касније у својој емисији Трезор објавио тај снимак.
Уписао је студије на Правном факултету Универзитета у Београду 1988. и дипломирао 16. новембра 1994. године, а усавршавао је енглески језик у Брајтону у Уједињеном Краљевству. Као један од најбољих студената генерације био је и стипендиста Фондације за развој научног подмлатка.
Војни рок је служио у Лукавици. За време рата у Босни и Херцеговини, током 1992. и 1993. године, добровољно је радио као новинар и извештач на „Каналу С” на Палама, где је припремао и водио вести на енглеском језику, блок вести из света, интервјуе и репортаже.

## Улазак у политику
Вучић је приступио Српској радикалној странци 1993. године и исте године на изборима бива изабран за посланика у Народној скупштини Републике Србије.
Две године касније, са 24 године, постаје и генерални секретар Српске радикалне странке. После победе радикала на локалним изборима у Земуну 1996. године, постао је директор Културног спортског центра „Пинки”.

## Министар информисања
Дана 24. марта 1998. године, постаје министар за информисање у Влади „народног јединства” Мирка Марјановића, коју су чинили Социјалистичка партија Србије, Српска радикална странка и Југословенска левица, те подноси оставку на место директора КСЦ „Пинкија”.
За време министарског мандата потписао је Закон о јавном информисању, који је остао запамћен по томе што је увео високе новчане казне за новинаре чије се писање косило са политиком режима Слободана Милошевића. Казне су се морале платити у року од 24 сата, у противном би њихова имовина била заплењена. Услед тога је дошло до гашења редакција „Дневног телеграфа”, „Европљанина” и „Наше борбе”, а многи други независни медији су били кажњавани. Медији су у овом периоду били под озбиљном репресијом од стране режима, а страни медији су посматрани као „шпијуни” и „страни елементи”.
Вучић је имао улогу у пропаганди Милошевићевог режима за време рата на Косову и Метохији када су вршени притисци на медије путем кривичних прогона и застрашивања, поготово независних новинара који су писали о злочинима над албанским цивилима, као што су Дејан Анастасијевић и Славко Ћурувија. Влада је донела Уредбу о посебним мерама у условима претње оружаним нападима НАТО-а, за време чијег важења је укинут програм Радио Индекса, а затим и Радио Сенте, Кикинде, ТВ Пирота и Радио Ситија у Нишу. Са кабловских мрежа су скинути сви страни ТВ канали, а земаљским радијским и телевизијским станицама забрањено је реемитовање страних сервиса на српском језику. Након почетка НАТО агресије, Вучић је позвао на састанак уреднике београдских медија на којем је саопштено да је неопходно да се током извештавања употребљавају искључиво ставови и терминологија режима. Уредници су били у обавези да доставе министарству копије текстова, а дозвољено је било преносити само вести домаћих медија који су били под строгом цензуром. Вучић је изјавио за лист Аргумент да ће се „кад тад осветити Славку Ћурувији”, новинару и оснивачу неких од угашених листова. Ћурувија је убијен 11. априла 1999, а његова невенчана супруга изјавила је 15 година касније да је Вучић био умешан у убиство и да је био, „не само креатор Закона о информисању већ и праксе прогона новинара”.
Након што је одбијен захтев да Радио телевизија Србије реемитује шест сати програма страних медија током дана за време бомбардовања Југославије, НАТО је прогласио зграду РТС-а легитимном метом сматрајући га делом „ратне машинерије”, који спроводи пропаганду и не извештава адекватно о збивањима у рату. Зграда је бомбардована 23. априла и живот је изгубило 16 радника ове медијске куће, а још 16 је повређено. У ноћи када је бомбардована зграда РТС-а, Вучић је требало да из студија у њој гостује у емисији Ларија Кинга.
У то време изабран је и за члана Управног одбора Универзитета у Београду и Филозофског факултета. Вучић је био и на јавном списку особа којим је забрањен улазак у Европску унију.
Након потписивања Кумановског споразума, којим је окончана НАТО агресија, уведен протекторат УН и дефакто суспендован суверенитет Србије над Косовом и Метохијом, министри из редова Српске радикалне странке подносе оставке на своје функције 14. јуна 1999. године, али настављају да обављају своје дужности, објашњавајући то националним интересима.
Вучић је биран за посланика у Савезној скупштини СРЈ три пута: у Веће Република први пут у фебруару 1998, други пут у мају 2000. и коначно на савезним изборима 24. септембра 2000. У мају 2000. године, Савезна влада СРЈ га је именовала за члана Савета Савезне јавне установе РТВ Југославија. У фебруару 2001, Вучић подноси оставку на функцију савезног посланика.

## Поново у опозицији
Александру Вучићу је у марту 2002. одређен порез на екстрапрофит у износу од 48.500 евра, у вези стана од преко 100 квадрата који му је 1998. доделила Влада. Тај стан је потом, по тврдњи ДОС-ове власти, откупљен испод тржишне вредности, мада Вучић објашњава да је заправо од Владе добио 60 квадрата, а да је остатак одмах у старту платио, уз помоћ породице.

### Избори за градоначелника Београда 2004.
На локалним изборима 2004. Вучић се кандидује за градоначелника Београда са мотом кампање „Вучић за метрополу”, у којој обилази сва приградска насеља и промовише за себе урбани имиџ младог човека са идејом и енергијом. Освојио је 29% гласова у првом и 48,4% гласова у другом кругу.

### Период 2004—08
Александар Вучић је био генерални секретар Српске радикалне странке и председник општинског одбора Нови Београд. Био је народни посланик и заменик председника посланичке групе Српске радикалне странке у Народној скупштини Републике Србије, члан Административног одбора и Одбора за уставна питања и заменик председника Одбора за Косово и Метохију и Одбора за културу и информисање.
Српска радикална странка је заједно са коалицијом ДСС—НС и коалицијом СПС—ПУПС—ЈС потписала коалициони споразум 28. маја 2008. којим је, на основу резултата локалних избора, било договорено формирање градске већине у Скупштини града Београда. Вучић је тада предложен за новог градоначелника Београда. Међутим, након што је коалиција око СПС-а формирала републичку Владу са ДС-ом почетком јула, социјалисти су одлучили да одустану од потписаног споразума и формирана је коалиција ДС-СПС-Г17-ЛДП у граду Београду.

### Оснивање Српске напредне странке (2008)
Након што је дошло до сукоба између челних људи у Српској радикалној странци (Војислава Шешеља и Томислава Николића), Вучић је 15. септембра 2008. поднео оставку на дужности у Српској радикалној странци и објавио привремено повлачење из политичког живота.
Почетком октобра, саопштио је да се прикључује оснивању Српске напредне странке Томислава Николића.
Том приликом је изјавио да ће се посветити берзанским пословима, „или ће помагати свом брату у вођењу фирме”, али је касније негирао да његов брат има фирму.
На оснивачкој скупштини СНС, 21. октобра, изабран је за заменика председника Српске напредне странке. Био је на челу изборних штабова за превремене локалне изборе у Земуну и Вождовцу 2009. где је СНС убедљиво победила ДС и преузела локалну власт у ове две београдске општине.
Од када је напустио СРС и приступио СНС, Вучић је променио свој имиџ од националисте у проевропског политичара.

### Студентски протести у Београду и критика медија и стања на Космету 2011.
Средином октобра 2011. су у Београду студенти окупљени око Филолошког факултета започели блокаду факултета и протест због лакших услова за упис наредне године и смањење висине школарине. Захтевали су да школарине не премашују висину три минималне месечне зараде у Србији. Њима су се пар дана касније придлужили и студенти Филозофског факултета. На конференцији за новинаре од 23. октобра 2011, Вучић је испред Напредне странке подржао студентске захтеве, наводећи да су захтеви да висина школарине не прелази три нето зараде прилично разумни и нормални. Истовремено је осудио напад људи са фантомкама на студенте, и истакао је да се медијски извештаји о тим нападима намерно изврћу. Том приликом је и критиковао Бориса Тадића и рад Демократске странке на плану Косова и Метохије, и осудио је негативну кампању коју против Напредне странке воде Драган Ђилас и Александар Шапић. Оптужио је Ђиласа и Шапера да управљају скоро свим медијима у Србији, кабинет председништва да управља РТС-ом, а Небојшу Крстића да директно управља ТВ Првом.

## Избори 2012. и долазак на чело СНС-а
После победе Томислава Николића на изборима одржаним 20. маја 2012. и његове оставке на место председника СНС 24. маја 2012, Вучић преузима функцију вршиоца дужности председника странке.
На ванредној изборној скупштини, одржаној 29. септембра 2012. године, Оливер Антић, Небојша Стефановић и Радомир Николић, син бившег председника странке и тадашњег председника државе Томислава Николића, су својим делегатима порджали Вучића за председничког кандидата странке. Вучић је на крају био једини кандидат за председника странке, и током гласања је једногласно изабран. На место његовог заменика је такође једногласно изгласана Јоргованка Табаковић.

## Први потпредседник владе (2012—14) и министар одбране (2012—13)
Након формирања владе (коалиција СНС—СПС—УРС), јула 2012, постаје потпредседник Владе задужен за одбрану, безбедност и борбу против корупције и криминала, као и министар одбране. Председник Николић га је именовао за секретара Савета за националну безбедност-
Одмах по номинацији за првог потпредседника владе задуженог за одбрану, безбедност, борбу против организованог криминала и корупције, најављује да у борби против корупције неће бити заштићених и да ће будућа власт имати „нулту толеранцију” према корупцији и криминалу.
Доласком на чело Министарства одбране, затекао је тешко материјално стање војске и војне индустрије. Одмах је отишао на више путовања у потрази за стратешким партнерима и купцима за производе српске наменске индустрије. Са тих путовања се вратио са уговорима са Русијом и Уједињеним Арапским Емиратима вредним стотине милиона долара. Учествовао је у организацији аеромитинга „Батајница 2012” у склопу прославе стогодишњице српске авијације, на ком је представљен нов домаћи школски авион „Ласта”.
Отвара се и нова фабрика борбених система у Великој Плани. На сајму наоружања „Партнер 2013” одржаном у јуну 2013. је најавио инвестиције у овај сектор, за који је рекао да очекује да постане замајац српске индустрије. Сајам је, такође, резултовао великим бројем нових уговора.
У исто време, у знак пријатељства других држава према Србији, Министарство одбране добило је веома вредне поклоне, из УАЕ три блиндирана Мерцедесова џипа (око 3 милиона евра), двадесет санитетских возила из Кине (око 2 милиона евра), четири возила типа „Хамер” од владе САД (око 850.000 евра) Традиционално добра сарадња са Русијом додатно је унапређена (уговор о стратешком партнерству), а посебно је значајна акција чишћења терена од касетних мина на око 3000 квадрата код аеродрома у Нишу и око Параћина.
Поднео је оставку на место министра одбране уз образложење да жели да се у пуној мери посвети борби против корупције и криминала.

### Бриселски споразум
Одмах по ступању на дужност, председник Србије Томислав Николић је најавио наставак разговора са Приштином на највишем нивоу, сматрајући да је то сувише важно питање да би га водили нижи службеници. За тај посао предлаже Ивицу Дачића, председника Владе. Неко време су ти преговори на први поглед успешно напредовали и заустављено је даље одузимање права Србима на Косову (право на српска документа и таблице), прихваћен је нацрт стварања Заједнице српских општина, међутим, долази до застоја код утврђивања права Заједнице општина. Вучић се прикључује преговарачком тиму у априлу 2013. са циљем да обезбеди да грађани ЗСО сами одлучују о судству и полицији. У својој идеји о стварању ЗСО, Вучић је пронашао решење како да се обезбеди аутономија у срединама са већинским српским становништвом, да Заједница сама управља образовањем, здравством, да судска власт и полиција буду усклађене по саставу са етничком сликом у њој, и да Приштина може да постави регионалног команданта само по избору ЗСО-а.
На том састанку, Хашим Тачи покушава да минира договорени споразум захтевом да се као једна изборна јединица, на четири српске општине дода још три већински албанске општине, или „макар” јужни део Косовске Митровице. Тај предлог је за српску страну неприхватљив јер би се тиме озбиљно нарушила етничка слика. И поред великог притиска на преговараче лично, као и на Србију, Александар Вучић одбија предлог, сматрајући да у тој форми не задовољава ни минимум интереса Србије, ни њених грађана на Косову и Метохији, тражи наставак преговора и од ЕУ да својим ауторитетом приволи косовске Албанце на компромис. Тада се први пут дешава да ЕУ уважава захтев Србије и врши притисак на Приштину која невољно прихвата поредећи Заједницу Општина са Републиком Српском. Том приликом Вучић, наводно добија гаранције ЕУ и НАТО-а да „албанска чизма” неће имати приступ Северу Косова. Договара се расписивање избора за новембар 2013. чиме би српске институције добиле пун легитимитет, уместо да од стране међународне заједнице и остатка КиМ буду третиране као паралелне. Приштина се обавезује да донесе закон о општој амнестији чиме се трајно онемогућује евентуално застрашивање српског становништва судским процесима Иако Александар Вучић није у потпуности задовољан резултатима преговора, процењујући да је то максимум од могућег, да је одлука једина права за будућност Србије и њега лично, прихвата да се парафира споразум. По повратку у земљу даје на увид јавности цео ток преговора као и коначан споразум. У Народној скупштини споразум добија подршку владајуће вечине (173 посланика за, 24 против, 1 уздржан и 5 није гласало). На КиМ су људи узнемирени и несигурни како ће те промене утицати на њихов живот и Александар Вучић одлази на Ким да одговори на њихова питања. Један део прихвата уверавања државног врха да неће остати незаштићени и након гашења српских институција, али други део (ДСС, СРС, делимично СПЦ) и даље инсистира на задржавању постојећих српских институција. Тада Александар Вучић предлаже референдум под условом да се сви обавежу да ће прихватити његове резултате. Представници незадовољне групе Срба одбили су одржавање оваквог референдума.
У међувремену је започео процес имплементације Бриселског споразума и расписани су косовски избори на којима је кандидована заједничка Српска листа око коалиције СНС, која треба да обезбеди да се гласови Срба не расипају и да, са великим бројем добијених гласова, буде основа за самосталност Заједници српских општина.
После успешно спроведених преговора, Србија је на Видовдан, 28. јуна 2013. добила оквирно датум за започињање преговора са ЕУ, с тим да је датум прве приступне конференције орочен најкасније за јануар 2014.
Пред Уставним судом Републике Србије нашло се више захтева за испитивање уставности Споразума, као и низа уредби које је Влада Републике Србије, на челу са Александром Вучићем донела на основу њега. Уставни суд Србије је 26. фебруара 2014. године оценио неуставном Уредбу о катастру за Косово, која је настала на основу Бриселског споразума. Суд је овом одлуком још једном дао Влади Србије рок од шест месеци да Уредбу о катастру уреди онако како налаже Устав Србије.
Будући да Влада Србије ништа од тога није учинила, Уставни суд је наставио поступак оцене уставности и донео коначну одлуку на седници од 26. фебруара. На овакву одлуку Уставног суда реаговао је министар правде Никола Селаковић, износећи став Владе да Бриселски споразум није правни већ политички акт, те да се Уставни суд треба огласити као ненадлежан за ово питање.
У складу са препоруком министра Селаковића, Уставни суд је 10.12.2014. одбацио предлог за оцену уставности и законитости парафираног „Првог споразума о принципима који регулишу нормализацију односа“ између Владе Републике Србије и Привремених институција самоуправе у Приштини, од 19. априла 2013. године. (предмет IУо–247/2013).

## Председник Владе (2014—17)
Ванредни парламентарни избори у Србији одржани су 16. марта 2014. Истог дана одржани су и ванредни избори за локалну власт у Београду. Парламентарни избори су расписани након одлуке председништава СНС-а и СПС-а да се тренутни сазив Народне скупштине и Влада распусте зарад „провере воље народа”. На парламентарним изборима изборна листа „Будућност у коју верујемо” коју је предводио Александар Вучић и Српска напредна странка, освојила је убедљиво највећи број гласова — 48,35%. 27. априла формирана је нова Влада Србије са Александром Вучићем на месту председника Владе. Поред странака са листе коју је предводила СНС, у владу је поново ушла и коалиција окупљена око СПС-а.
На ванредним парламентарним изборима 24. априла 2016, Српска напредна странка је поново освојила убедљиво највећи број гласова — 48,25%. Након ових избора, владу на челу са Александром Вучићем су 11. августа 2016. поново саставили СНС и СПС, са својим коалиционим партнерима. Ову владу су подржали и Савез војвођанских Мађара и албанска Партија за демократско деловање.
Период од доласка Вучића на место председника Владе је обележен падом медијских слобода услед притиска и напада на новинаре који исказују критику према режиму, као и гашења многих дебатних политичких емисија.

## Председник Републике (2017—)

### Номинација и подршка
Одлуком Председништва и Главног одбора Српске напредне странке, Александар Вучић је изабран за кандидата ове странке на председничким изборима, који су одржани 2. априла 2017. Његову кандидатуру су подржале и све странке владајуће коалиције (СПС, ПС, СДПС, ПСС, СПО, Самостални ДСС, ПУПС, ЈС и СВМ). На овим изборима, Вучић је победио у првом кругу, освојивши 55,08% гласова од 54,36% изашлих бирача, док су поједини медији и неке од опозиционих структура нагласили да је уочен низ неправилности током изборног процеса. Према извештају ОЕБС-а, неизбалансирано извештавање медија, притисци на бираче и запослене у државним институцијама и злоупотреба јавних ресурса за спровођење кампање су пољуљали једнакост могућности у такмичењу кандидата.
То је била прва победа већ у првом кругу председничких избора након избора 1992. године на којима је победу однео Слободан Милошевић (Војислав Коштуница је однео победу у првом кругу на изборима за председника СР Југославије). Према истраживањима ЦеСИД-а о демографској структури присталица председничких кандидата, за Вучића су гласали приближно у истом односу мушкарци и жене, са просечном старошћу од 55 година услед високог удела (42%) грађана у пензији. Највећи број гласача (41%) је завршио четворогодишњу средњу школу, а затим радничку школу (22%), док 21% има образовање ниже од средње школе.

### Прва инаугурација
На дужност председника Републике Србије, ступио је 31. маја 2017. након истека мандата дотадашњем председнику Томиславу Николићу. Дан пре тога, поднео је оставку на место председника Владе Србије. Дана 15. јуна мандат за састав нове владе поверио је Ани Брнабић, тадашњој министарки државне управе и локалне самоуправе. Ова влада формирана је 29. јуна.
Током посете Русији у децембру 2017. године добио је титулу почасног доктора на Московском државном институту за међународне односе (МГИМО). Добитник је „Златног лава” за мир у Венецији 2018. године.
Организација Freedom House је у извештају за 2018. годину навела да је Србија земља која има константан пад у индексима слободе након доласка Вучића на власт, као и да је у једној години изгубила статус „слободних” и сврстала се у категорију „делимично слободних” земаља. Према објашњењу, статус Србије опао је због погоршања у начину спровођења избора, због наставка покушаја владе и прорежимских медија да кроз законе угњетавају независне новинаре провлачећи их кроз прљаве кампање, као и због акумулације извршних овлашћења од стране председника Вучића, у супротности са уставним овлашћењима. Политички теоретичари и научници, аналитичари и новинари често владавину Александра Вучића описују као ауторитарну или аутократску. Због оптужби за пораст политичког насиља и гушење медијских слобода, у јесен 2018. године су отпочели протести усмерени су против начина вршења власти од стране Александра Вучића.

### Период око 2019.
Септембра 2019. хрватски представници су испланирали да у Дрвару, општини са етничком српском већином, уз војне почасти прославе 24. годишњицу ослобођења општина Кантона 10, у спомен на догађаје и борбе у којима су ХВ и ХВО привремено заузеле простор Дрвара и суседних општина у којима су Срби чинили апсолутну већину. У том периоду је Вучић најавио свој долазак у Дрвар, заједно за Милорадом Додиком и другим високим званичницима Србије и Српске. Хрватски представници из редова ХДЗ-а, одустали су од својих планова за реализацију прославе. Приликом посете Вучића, најављено је да Србија донира Дрвару милион евра и да ће подмирити дугове општине према мајкама и породиљама.
Србин из Црне Горе, бизнисмен и добротвор СПЦ Миодраг „Дака” Давидовић је оптужио Вучића да је одговоран за атентат снајпером на њега. Давидовић је у покушају атентата децембра 2019. рањен док је био у друштву епископа СПЦ Јоаникија, у хотелу Краун плаза. Од његове изјаве саопштењем јавности оштро се оградио епископ Јоаникије. У окружењу хотела где је реализован атентат, српске службе су лоцирале неколико црногорских држављана повезаних са криминалним активностима.

### Вашингтонски споразум
Четвртог септембра 2020. потписао је Вашингтонски споразум. Споразум је предвиђао да ће самопроглашено Косово на годину дана обуставили аплицирање за чланство у међународне институције, да ће Србија престати да лобира за повлачење признања независности, предвиђао је рад на новом ауто-путу, инвестиције и друго. Споразум никада није у потпуности заживео у пракси.

### Пандемија Ковида 19
Током трајања пандемије ковида 19 на дневном нивоу се бавио набавком потребне медицинске опреме, вакцина и изградњом нових болница за ковид пацијенте. Децембра 2020. је отворио ковид болницу у Крушевцу.
Он је априла 2021. примио кинеску вакцину синофарм.
Био је изразито против иницијативе Европске унија која је предвиђала увођење ковид пасоша грађанима Србије и региона.

### Избори 2022. и други мандат
На председничким изборима 3. априла 2022. године, Вучић наступа као кандидат предложен од стране Српске напредне странке, Социјалистичке партије Србије и Савеза војвођанских Мађара. Републичка изборна комисија га је за кандидата прогласила 9. марта, након предаје 148.846 исправних изјава подршке бирача.
Српска радикална странка је 8. марта одлучила да подржи кандидатуру Александра Вучића за председника Републике Србије и тако први пут од увођења вишестраначја нема сопственог председничког кандидата. Странка словачке националне мањине Словаци напред је такође подржала његову кандидатуру.
Подршку Вучићевој кандидатури јавно су изразили лидери Демократског фронта из Црне Горе, посланик Скупштине Црне Горе и председник Демократске народне партије Милан Кнежевић, као и председник Нове српске демократије Андрија Мандић. Такође, подршку су дали и други српски политичари из Црне Горе: Марко Бато Царевић (председник општине Будва), Марко Ковачевић (председник општине Никшић), Веско Делић (председник општине Мојковац) и Иван Отовић (председник Скупштине општине Херцег Нови). Писмом је подршку упутио и српски члан Предсједништва Босне и Херцеговине Милорад Додик, а Вучићеву председничку кандидатуру су подржали Српскa демократскa странкa и њен председник Мирко Шаровић (бивши председник Републике Српске), као и председник Партије демократског прогреса Бранислав Бореновић. Путем видео спота исто је учинио и Драшко Станивуковић, градоначелник Бањалуке. Такође је добио подршку разних људи из јавног живота.

### Повлачење са места председника СНС
Маја 2023. се повукао са позиције председника СНС. Његову функцију је преузео Милош Вучевић.

### Експо
Србија је у конкуренцији између Шпаније и САД изабрана да организује ЕКСПО 2027. Александар Вучић је изнео становиште да ће организација специјализоване светске изложбе донети замајац читавој земљи и велики економски раст.

### Изградња спортских стадиона у Србији
Током периода Вучићевог политичког лидерства, у земљи су изграђени нови стадиону у Зајечару, Лесковцу и Лозници и национални одбојкашки центар на Тошином бунару. Започета је изградња националност стадиона те приде је обновљено неколико стадиона, спортских дворана, тренинижних центара и друге спортске инфраструктуре.

### Лобирање против резолуције о Сребреници
Вучић је током прве половине 2024. предводио дипломатску борбу Србије против усвајања Резолуције о Сребреници у Генералној скупштини Уједињених нација. Он је крајем септембра 2024. у УН-у одликовао министре и дипломатске представнике држава које су претходно уважиле српски став по питању сребреничке резолуције.

### Свесрпски сабор
Заједно са председником Српске Милорадом Додиком организовао је Свесрпски сабор 8. јуна 2024.

### Студентски протести (2024—)

#### Урушавање надстрешнице у Новом Саду
Поводом урушавања надстрешнице Железничке станице у Новом Саду је изразио саучешће породицама погинулих и повређених, и изјавио је да је затражио од Вишег тужилаштва у Новом Саду и Владе Србије да лица одговорна за несрећу буду процесуирана и строго кажњена. Додао је и да надстрешница није реновирана током обнове зграде железничке станице. Приликом гостовања на ТВ Хепи је рекао да није тражио да Горан Весић поднесе оставку, али да поздравља тај чин као врло моралан. Рекао је и да ће понудити грађанима референдум о свом разрешењу са места председника државе. Услед масовних протеста у Новом Саду поводом урушавања је 5. новембра посетио Нови Сад, и том приликом је поновио да је држава предузела све мере да одговорни за трагедију на Железничкој станици буду кажњени, а поводом протеста је рекао да пристојну Србију неће моћи да победе, као и да ће од сутра кренути најжешћа могућа акција против свих наркодилера у Новом Саду. За полицију је рекао да су показали огромну суздржаност.
Након што су су у јануару 2025. премијер Милош Вучевић и градоначелник Новог Сада Милан Ђурић поднели оставке након што је неколико присалица СНС нанело теже физичке повреде студентима који су вандализовали страначке просторије у Новом Саду, изнео је своје становиште да прелазна влада неће бити формирана и да ће одлучити да ли ће у Србији бити избора или ће се формирати нови кабинет.

#### Одлука о помиловању
По први пут током трајања председничког мандата донео је одлуке о помиловању 13 особа које су приведене током блокада. Ово помиловање је у једном делу јавности изазвало збуњеност, јер се против неких од помилованих лица није ни окончао кривични поступак. Студенти нису јавно коментарисали ову одлуку, а један од њих који је помилован је изјавио да не прихвата помиловање, јер би радије да докаже своју невиност пред судом.
Марта 2025, након што је у јавност процурео снимак на којем неколико политичара и активиста из Новог Сада планира нападе на и заузимање институција, изјавио је да се каје што је претходно помиловао та лица и да се због тога извињава грађанима.

#### Инцидент са отпадањем точка
Осмог фебруара 2025. је на путу до Мокрина на блиндираном службеном возилу председника република отпао је део задњег левог точка. Након инцидента је покренута истрага. Поједини политичари попут министра Николе Селаковића изнели су сумњу да је у питању покушај антетата.

#### Платформа за Војводину и митинг у Сремској Митровици
На Сретење 2025. предводио је велики митинг у Сремској Митровици. Изнео је став да у текуће студентске протесте има уплива иностраног фактора и да је у питању покушај обојене револуције, са циљем да држава Србија буде немоћна и слабија. На скупу је усвојена народна Декларација о Војводини, која у пет тачака потврђује територијални интегритет и суверенитет земље на северној српској покрајини. За финансирање протеста је оптужио Европску задужбину за демократију (EED) као и одређене друге организације и изнео је тврдњу да је у рушење власти у Србији уложена 3,1 милијарда евра. Вучић је у фебруару 2025. најавио да ће написати уџбеник о обојеним револуцијама и како их победити.

## Политички ставови

### Унутрашња политика
Учествовао је у разговорима о проналажењу модалитета за враћање обавезног војног рока, за шта је претходно давао изразиту подршку. Септембра 2024. потписао је сагласност за враћање обавезног војног рока.
Поводом блокаде српских институција на северу АП КиМ, као и константном малтретирања српског становништва на северу, Вучић је 13. септембра 2024. одржао конференцију за медије на којој су најављени додатни конкретни потези ради помоћи и заштити становништва, укључујући и проглашење Косова и Метохије за подручје посебне социјалне заштите.
Вучић се није усагласио са идејом градоначелника Београда и високог функционера СНС-а Александра Шапића, да је неопходно изместити гробно место Јосипа Броза Тита из Музеја Југославије.
Јануара 2025. се негативно изразио о делу рада министара владе премијера Милоша Вучевића и изразио је очекивања да половина министара буду смењени.

### Економија
Након избора за председника Владе 2014. године, Вучић је заговарао економске мере штедње ради смањења буџетског дефицита. Његова политика фискалне консолидације првенствено је била усмерена на резове у јавном сектору, а једна од мера је била смањење плата и пензија у јавном сектору, као и забрана запошљавања у јавном сектору. Као меру предострожности и обезбеђивања дугорочне фискалне стабилности државе, његова Влада је 23. фебруара 2015. године потписала трогодишњи аранжман са Међународним монетарним фондом у вредности од 1,2 милијарде евра. ММФ и Европска унија су похвалили спроведене реформе и назвали их једним од најуспешнијих програма које је ММФ икада имао.
Укупан јавни дуг земље је са 17 милијарди евра колико је износио 2012. године, увећан на 35,6 милијарде евра, колико је износио новембра 2023. године. Учешће јавног дуга централног нивоа власти у БДП-у (методологија ЕСА 2010) на крају новембра 2023. године износило је 51,5%.
Јануара 2024. Вучић је са сарадницима представио план „Србија 2027”. Више пута се заложио за копање литијума у Србији, истичући да ће тим пројектом буџет града Лознице бити значајно увећан и да ће таквом инвестицијом западна Србија почети да се развија.

### Отворени Балкан
Вучић је био домаћин првог састанка иницијативе Мали Шенген, који је одржан 10. октобра 2019. године у Новом Саду. На овом састанку је са председником Владе Северне Македоније Зораном Заевом и председником Владе Албаније Едијем Рамом потписао декларацију о намерама за успостављање јединствене регионалне економске зоне, а која би са ове три државе имала потенцијал од 131.953 квадратних километара и 11.800.000 становника.
У оквиру иницијативе која је потом названа Отворени Балкан, одржано је неколико састанака. На састанку у Београду, одржаном 4. новембра 2021. године, потписана је заједничка изјава „будућност проширења - поглед из региона“, којом је Европска унија позвана да се више ангажује и заинтересује у процесу интеграција Западног Балкана. Писмо су потписали председник Републике Србије Александар Вучић, заменик председника Владе Северне Македоније задужен за европска питања Никола Димитров и председник Владе Албаније Еди Рама. Приступање иницијативи је дан раније понуђено и председнику Владе Црне Горе Здравку Кривокапићу, који је изразио подршку иницијативи, али није изразио заинтересованост да и његова држава узме учешће. Такође, лидери иницијативе су упутили и позив Босни и Херцеговини да се придружи Отвореном Балкану.
У оквиру иницијативе Отворени Балкан планирано је да све чланице иницијативе укину граничке контроле.

### Литијум
Залагао се за копање литијума у Србији. Истицао је да би посао копања литијума економски обновио општине Лозница и Крупањ и читав подрински крај те да би у руднику и основј преради радило 900-1000 људи. Залагао се да финални производ а не само сировина буде произведена у Републици Србији.
У склопу расправе о копању минерала Јадарит у Западној Србији, Вучић је 4. септембра 2024. посетио Подриње. Поред најаве о отварању брзе саобраћајнице Шабац-Лозница, РТС је пренео да ће председник лично разговарати са становницима крајева који би били погођени копањем и прерадом тог минерала.

### Спољна политика

#### Односи са Русијом
Вучић је одржавао традиционалне добре односе између Србије и Русије, а његова влада је одбила да уведе санкције Русији, након кризе у Украјини и руске анексије Крима. Вучић је више пута најављивао да ће Србија остати посвећена својим европским интеграцијама, али и да одржава историјске односе са Русијом.
Током Вучићевог мандата, Србија је наставила да шири јача економске везе са Русијом, посебно повећањем српског извоза у Русију. Почетком 2016. године, после састанка са руским потпредседником владе Дмитријем Рогозином, Вучић је најавио могућност да Србија куповином руских ракетних система појача војну сарадњу са Русијом.
У децембру 2017. године, Вучић је први пут боравио у званичној посети Руској Федерацији као председник Србије. Изразио је захвалност Русији на заштити српских националних интереса и изјавио да: „Србија никада неће уводити санкције Руској Федерацији.“
Вучић је био против увођења санкција Русији поводом инвазије на Украјину 2022 и истовремено је подвукао поштовање територијалног интегритета Украјине.

#### Односи са САД
У јулу 2017. године Вучић је посетио САД и састао се са потпредседником САД Мајком Пенсом, где су разговарали о америчкој подршци напорима Србије да се придружи Европској унији, потреби за континуираним реформама и даљем напретку у нормализацији односа са Косовом. Позивајући се на предложени аранжман размене територија између Србије и Косова, амерички саветник за националну безбедност Џон Болтон рекао је да се САД неће противити територијалној размени између ради решавања дуготрајног спора. Стејт департмент и даље држи да је пуна нормализација односа између Србије и Косова „од суштинске важности за регионалну стабилност“, што је Вучић раније рекао.
Мораторијум који је уведен на учешће Војске Србије у међународним војним вежбама прекинут крајем јуна 2023. године, када је заједно са оружаним снагама САД и још осам земаља Војска Србије учествовала у вежби „Платинасти вук”.

#### Однос са НР Кином
Две земље су 2023. потписале Споразум о слободној трговини.
Током државне посете председника НР Кине Сија Ђинпинга, која је трајала од 7. до 8. маја 2024, у њиховој заједничкој изјави Вучић је између осталог подржао политику једне Кине, и истакао је да је Тајван неотуђиви део НР Кине.

#### Однос са ЕУ и земљама ЕУ
Изразио је подршку и значај придруживању Европској унији. Августа 2024. је изјавио да не мисли да ће се Србија придружити ЕУ пре 2030.
Током европске мигрантске кризе 2015−2016. године, Вучић је своје ставове снажно ускладио са политиком немачке канцеларке Ангеле Меркел и јавно похвалио немачку миграциону политику. Такође је изјавио да ће Србија сарађивати са Европском унијом у решавању мигрантског тока идући од Блиског истока до земаља чланица ЕУ балканском рутом и да ће Србија бити спремна да прихвати део миграната.
На састанку са председником Францсуке Емануелом Макроном априла 2024, договорио је куповину 12 нових авиона савремене генерације Рафал.

#### Однос са Израелом
У уговору о намерама који је потписан у Вашингтону 2020. године, једна од ставки је била и премештање амбасаде Србије у Израелу из Тел Авива у Јерусалим, што би значило признавање Јерусалима за главни град Израела, а што су претходно учиниле и САД, и признавање независности Републике Косово од стране Израела.
Као последица тога, Израел је отворио амбасаду у самопроглашеној Републици Косово. Израел је такође тиме и признао Косово као независну државу, иако је до тог споразума водио чврсту политику јединства српске територије. После овога, Вучић је изјавио да након признања независности Косова од стране Израела, Србија више не сматра да има било каквих обавеза из Вашингтонског споразума.
Србија није изместила своју амбасаду у Јерусалим.
Током палестинско-израелског рата, клубови из Израела су играли своје утакмице на територији Србије, што је описано као пример неутралне политике земље.

### Медији
Представница ОЕБС-а за слободу медија Дуња Мијатовић, упутила је писмо Вучићу 2014, скрећући пажњу на сузбијање медија, што је он негирао и затражио извињење од стране ОЕБС-а. Према извештају организације Freedom House из 2015. и извештају Amnesty International-а из 2017. године, медији и новинари су се нашли под притиском након критиковања владе премијера Александра Вучића. Домаћи медији такође у великој мери зависе од уговора за оглашавање и државних субвенција, што их излаже економским притисцима, попут кашњења исплата, раскида уговора и слично. Четири популарне политичке емисије су отказане 2014. године, укључујући Утисак недеље Оље Бећковић, која је била у етеру 24 године и позната по критичком приступу свим владама. У првом извештају након што је Вучић ступио на функцију, Европска комисија изразила је забринутост због погоршања услова за пуно остваривање слободе изражавања. Извештај је указао на растући тренд самоцензуре, који је, заједно са непримереним утицајем на уређивачке политике, представљао озбиљан проблем. Извештаји објављени 2016. и 2018. године навели су да није постигнут напредак у побољшању услова за слободу изражавања. У јулу 2016. године, владајућа странка организовала је изложбу чланака и постова на друштвеним мрежама критичних према власти, означених као „лажи”, тврдећи да желе да документују неправедне нападе и докажу да званичне цензуре нема. Freedom House је 2017. године известио да је Србија забележила један од највећих падова у слободи медија у односу на све посматране земље и територије. Такође су истакли да је Вучић покушао да истисне критичке медије са тржишта и дискредитује неколицину новинара који су наставили своје деловање. Неки коментатори су навели да је Вучић изградио култ личности уз значајну улогу масовних медија.
Посматрачи су описали да је током кампање за председничке изборе 2017. Вучић имао десет пута више времена на националним телевизијама него сви остали кандидати заједно, док су медији под Вучићевом контролом демонизовали већину опозиционих председничких кандидата, не дајући им прилику за одговор. Организације које су пратиле изборе нагласиле су да је присуство Вучића у новинама и електронским медијима током председничке кампање било несразмерно, додајући да су медији изгубили своју критичку улогу и да су постали средство политичке пропаганде. Извештај ОЕБС-а објашњава да је општа невољност медија да критички извештавају о или да изазивају власт значајно смањила количину непристрасних информација доступних бирачима. Такође су напоменули да је влада користила јавне ресурсе у подршци Вучићу. Amnesty International и Human Rights Watch известили су о узнемиравању и физичким нападима на новинаре током церемоније инаугурације председника након Вучићеве победе на изборима. Они су навели да сматрају је у периоду након Вучићевог преузимања власти, број намада на медије порастао, као и запаљива реторика.
Године 2018, Међународни истраживачки и разменски одбор описао је ситуацију у медијима у Србији као најгору у новијој историји, уз пад индекса одрживости медија због најполаризованијих медија у последњих 20-ак година, повећања лажних вести и уредничких притисака на медије. Такође су истакли да судство брзо реагује само у случајевима када медији наводно крше права власти и владајућих странака. Повећана контрола медија од стране државе долази у тренутку када се српски новинари суочавају са све већим политичким притисцима и застрашивањем, а Независно удружење новинара Србије забележило је највећи број напада на новинаре у претходних десет година, током 2018. године. Према српском порталу за истраживачко новинарство Мрежа за извештавање криминала и корупције, на насловним странама провладиних таблоида током 2018. године објављено је више од 700 лажних вести. Многе од њих биле су о наводним нападима на Вучића и покушајима државних удара, као и о порукама подршке Владимира Путина. Најпродаванија новина у Србији била је провладин таблоид Информер, који најчешће представља Вучића као моћника под сталним нападима, а укључује и анти-европске ставове и ратнохушкачку реторику. Након што је Вучић хоспитализован због кардиоваскуларних проблема у новембру 2019, његови сарадници и провладини медији оптужили су новинаре да су погоршали здравље председника постављајући питања о наводној корупцији министара у влади. Савет Европе упозорио је да је истраживачки медиј био мета кампање дискредитације од стране државе након што је ухватио Вучићевог сина у друштву припадника криминалних група, док је Пројекат за пријављивање организованог криминала и корупције известио да је Вучић обећао да ће се борити против „лажи”.

### Интернет
Откако је Вучићева странка дошла на власт, у Србији је забележен пораст броја интернет тролова и страница на друштвеним мрежама које хвале власт и нападају њене критичаре, слободне медије и опозицију уопште. То укључује неколицину запослених који воде лажне налоге, као и Фејсбук страницу повезану са српском филијалом крајње десничарског сајта Breitbart News. Дана 26. марта 2020, Твитер је објавио да је угасио мрежу од 8.500 спам налога који су заједно написали 43 милиона твитова у којима су хваљени председник Вучић и његова странка, промовишући садржај у складу са Вучићевим ставовима ради повећања његовог присуства и популарности, као и напада на његове политичке противнике.

## Ставови и критике

### Јавни профил
Неки су Вучића поредили са другим моћницима у европској политици и оптуживали га да је аутократа. Многи верују да је он успешно преузео централно место српске политике. Изградио је репутацију технократске ефикасности, идеолошке флексибилности и политичког прагматизма, док је задржао базу изборне подршке десног центра и деснице.

### Велика Србија
Вучић је до 2008. био заговорник стварања Велике Србије, за коју је сматрао да треба да се протеже до западне границе на линији Карлобаг—Огулин—Карловац—Вировитица. Вучић је 1995. године, током рата у Хрватској, рекао у Глини (Република Српска Крајина) да „Српска Крајина” и Глина никада неће бити део Хрватске, Банија никада неће бити враћена Хрватској и да ако је Српска радикална странка победила на изборима, Срби би живели у Великој Србији. Вучић је у другом говору с почетка 2000-их Карлобаг, Огулин, Карловац и Вировитицу назвао „српским градовима” и навео да се „они [критичари СРС] радују што су усташе (мисли се на Хрвате) окупирале српску земљу и хоће нас српске радикале да увере да то није српско, да смо ми говорили глупости. (...) Хоћемо оно што је наше, српско.” Након одвајања од Српске радикалне странке и стварања Српске напредне странке, Вучић је рекао да више не подржава великосрпску идеологију.
Председник Црне Горе Мило Ђукановић оптужио је 1. септембра 2020. Вучића и београдске медије за мешање у унутрашњу политику Црне Горе, као и за наводне покушаје оживљавања „великосрпске политике”.

### Масакр у Сребреници и Ратко Младић
Вучић је 20. јула 1995. године, коментаришући кампању НАТО бомбардовања на положаје Војске Републике Српске (ВРС), у Народној скупштини рекао: „за сваког убијеног Србина убићемо 100 Муслимана” само неколико дана након масакра у Сребреници, када је више припадника ВРС и паравојне групе из Србије убило више од 8000 Бошњака. Он је 2015. рекао да је његова изјава из 1995. „извучена из контекста” и да „то није суштина те реченице”.
Пре одвајања од Радикалне странке Војислава Шешеља, Вучић је отворено и јавно славио и позивао на заштиту генерала Ратка Младића, касније осуђеног за ратне злочине, злочине против човечности и геноцид. Вучић је 2007. године, док је Младић још био на слободи у Србији, делио плакате на којима је писало „Сигурна кућа за генерала Младића”. Он је на седници парламента изјавио да ће Скупштина Србије увек штитити и бити сигурна кућа за генерала и да ће свака кућа у Србији која носи презиме Вучић штитити и склонити Младића.
Исте године, Вучић је организовао улични протест на коме су табле улица назване по убијеном председнику Владе Србије замењене таблама у име Ратка Младића. Ово је постала честа појава да српске ултрадесничарске фракције вандализују исте натписе на регуларним таблама како би прославили годишњицу атентата на Зорана Ђинђића.
Вучић је учествовао и на протестима против хапшења касније осуђених ратних злочинаца Веселина Шљиванчанина и Радована Караџића, као и Војислава Шешеља, тадашњег председника његове странке.

### Славко Ћурувија
За време Вучићевог мандата министра информисања у атентату је убијен Славко Ћурувија, истакнути новинар који је извештавао о рату на Косову и Метохији. Вучић је 1999. године, пре атентата, дао интервју на насловној страни таблоида Аргумент у којем је изјавио „Осветићу се Славку Ћурувији за све лажи објављене у Дневном телеграфу (Ћурувијин лист).”
Он се 2014. извинио породици Ћурувија што су толико чекали да починиоце приведу правди и захвалио се свима на труду који су учествовали у решавању случаја. Бранка Прпа, Ћурувијина ванбрачна супруга, рекла је да је Вучић „учествовао у убиству и да је он творац праксе прогона новинара”.

## Приватни живот
Вучић се 27. јула 1997. оженио Ксенијом Јанковић, новинарком Радио Индекса и Српске речи. Пар има двоје деце, а развели су се 2011. године. Јанковићева је преминула 29. јануара 2022. године. Вучић се у неком тренутку оженио Тамаром Ђукановић, дипломатом Министарства спољних послова Србије. У једној епизоди Менталног разгибавања, емитованој крајем децембра 2013, водитељи су се дотакли наводног Вучићевог развода и свадбе, након чега је емисија убрзо склоњена са радија Б92. Док су водитељи јавно изрекли да су склоњени из политичких разлога, Б92 је рекао да је емисија стопирана до 13. јануара 2014. због новогодишње паузе, а и сам Вучић је снажно негирао да је на било који начин утицао на укидање неке емисије на радију Б92, који му по његовим речима није уопште наклоњен. Његова супруга је 9. јуна 2017, седмицу након што је Вучић преузео председничку функцију, родила сина.
Током опозиционог периода, често се појављивао у популарним ТВ емисијама. Године 2006. Вучић је постао победник прве сезоне српске верзије ток-шоуа Пирамида, која је емитована на телевизији Пинк. Био је први политичар који је учествовао на хуманитарном плесном такмичењу Плесом до снова (2009) и први политичар који је гостовао у емисији Вече са Иваном Ивановићем (2010). Био је и гостујући члан жирија у једној епизоди треће сезоне најпопуларнијег музичког такмичења на Балкану, Звезде Гранда.
Вучић је 15. новембра 2019. хоспитализован у Војној болници у Београду због очигледних „кардиоваскуларних проблема”. Три дана касније јављено је да је пуштен. Неки, укључујући његовог саветника за медије и заменика градоначелника Београда, тврдили су да су његови здравствени проблеми делом последица притиска новинара. Вучић је то изричито демантовао на конференцији за медије убрзо након боравка у болници. На истом догађају је потврдио хроничну природу својих здравствених тегоба.
Током јула 2020. је постао студент београдске Високе спортске школе струковних студија, са циљем да након завршетка политичке каријере постане кошаркашки тренер за јуниоре. Поједини српски новинари јавили су да је обавезан услов за упис на факултет било активно бављење спортом три године, који је убрзо након Вучићевог уписа уклоњен са званичног сајта.
Висок је 198 cm, што га чини једним од највиших политичких лидера.
Говори енглески и руски а служи се француским и немачким језиком.
Библиофил је и има формирану личну библиотеку. Љубитељ је и познавалац вина. Навија за Црвену звезду, што је јавно истицао неколико пута.

## Награде и признања

### Одликовања
| Награда или одликовање | Награда или одликовање                                      | Додељује                    | Датум               | Место       |
| ---------------------- | ----------------------------------------------------------- | --------------------------- | ------------------- | ----------- |
|                        | Орден великог крста Светог апостола Марка                   | Александријска патријаршија | 25. септембар 2017. | Београд     |
|                        | Орден Републике Српске на огрлици                           | Република Српска            | 15. фебруар 2018.   | Београд     |
|                        | Орден Макарија III                                          | Кипар                       | 20. мај 2018.       | Никозија    |
|                        | Орден Пријатељства                                          | Казахстан                   | 9. октобар 2018.    | Астана      |
|                        | Орден Александра Невског                                    | Русија                      | 7. јануар 2019.     | Београд     |
|                        | Орден Светог Саве I степена                                 | Српска православна црква    | 8. октобар 2019.    | Београд     |
|                        | Орден белог лава на ленти                                   | Чешка Република             | 18. мај 2021.       | Праг        |
|                        | Орден преподобног Прохора Пчињског                          | Епархија врањска, СПЦ       | 13. јун 2021.       | Врање       |
|                        | Орден Светог Карла на ленти                                 | Монако                      | 22. фебруар 2022.   | Монако      |
|                        | Орден епархије будимске                                     | Епархија будимска, СПЦ      | 19. август 2023.    | Сентандреја |
|                        | Орден Словачке евангеличке цркве I реда                     | Словачка евангеличка црква  | 13. децембар 2023.  | Нови Сад    |
|                        | Велики крст Ордена за заслуге са огрлицом и златном звездом | Мађарска                    | 23. август 2024.    | Будимпешта  |

### Почасни докторати
| Институција                                    | Датум | Место  |
| ---------------------------------------------- | ----- | ------ |
| Московски државни институт међународних односа | 2017. | Москва |
| Азербејџански универзитет за језике            | 2018. | Баку   |

### Почасни грађанин
| Држава              | Место                               | Датум               |
| ------------------- | ----------------------------------- | ------------------- |
| Република Србија    | Почасни грађанин Лесковца           | 10. октобар 2013.   |
| Република Србија    | Почасни грађанин Новог Пазара       | 20. април 2015.     |
| Република Србија    | Почасни грађанин Крупња             | 24. јул 2015.       |
| Република Србија    | Почасни грађанин Сврљига            | 8. мај 2017.        |
| Република Србија    | Почасни грађанин Лознице            | 16. јун 2018.       |
| Босна и Херцеговина | Почасни грађанин Требиња            | 22. октобар 2018.   |
| Босна и Херцеговина | Почасни грађанин Дрвара             | 21. јул 2019.       |
| Босна и Херцеговина | Почасни грађанин Соколца            | 29. јул 2019.       |
| Република Србија    | Почасни грађанин Александровца      | 7. фебруар 2020.    |
| Босна и Херцеговина | Почасни грађанин Бањалуке           | 22. април 2021.     |
| Република Србија    | Почасни грађанин Шапца              | 22. април 2021.     |
| Република Србија    | Почасни грађанин Смедервске Паланке | 28. јун 2021.       |
| Република Србија    | Почасни грађанин Звечана            | 12. јул 2021.       |
| Република Србија    | Почасни грађанин Ваљева             | 28. јул 2021.       |
| Република Србија    | Почасни грађанин Јагодине           | 29. септембар 2021. |
| Република Србија    | Почасни грађанин Рековца            | 17. октобар 2021.   |
| Босна и Херцеговина | Почасни грађанин Градишке           | 18. април 2022.     |
| Република Србија    | Почасни грађанин Горњег Милановца   | 23. април 2023.     |
| Република Србија    | Почасни грађанин Кладова            | 27. април 2023.     |
| Република Србија    | Почасни грађанин Суботице           | 6. јул 2023.        |
| Република Србија    | Почасни грађанин Сјенице            | 16. август 2023.    |
| Република Србија    | Почасни грађанин Пријепоља          | 7. јул 2024.        |
| Босна и Херцеговина | Почасни грађанин Станара            | 27. август 2024.    |

### Друге награде
- Награда Капетан Миша Анастасијевић, за личност године 2012.[310]
- Награда Личност године 2013, у избору Независних новина Босне и Херцеговине[310]
- Награда Човек године 2013, у избору европског магазина „Ман”[310]
- „Најевропљанин” 2013, у избору међународне организације „Прва европска кућа”[310]
- Видовданска награда, 2013, град Крушевац[310]
- Награда „Регионални лидер 2014” у избору регионалног жирија и читалаца „Вечерњег листа” Босне и Херцеговине[310]
- Плакета општине Лебане, највише признање општине, 2017. и 2018.[311][312]
- Награда „Златни лав за мир", Италија, 2018.[313]
- Велика почасна златна медаља, највише признање Привредне коморе Аустрије, 2018.[314]
- Златне медаље за заслуге града Атине, 2019.[315]
- Кључ града Бањалуке, 2021.[316][317]
- Специјална златна плакета компаније Новости, 2021.[318]
- Велики крст вожда Ђорђа Стратимировића, 12. новембар 2021.[319]
- Априлска награде града Шапца за развој демократских вредности и поштовање људских права и слобода, 2021.[296]
- Октобарска награда града Краљева, 2021.[320]
- Хипократова медаља, за заслуге у унапређењу здравства, Друштво лекара Војводине, 2022.[321]
- Медаља бораца на огрлици, Субнор, 2022.[322]
- Специјална награда Мишићевих дана, 2022.[323]
- Награда за личност деценије, привредна комора Расинског округа, 2023.[324]
- Златна медаља за заслуге I степена, Безбедносно информативна агенција, 2024.[325]